# الحزب الوطني (تركيا)
الحزب الوطني هو حزب سياسي يساري في تركيا.
يصف الحزب الوطني نفسه بأنه «حزب طليعي» ويهدف إلى الجمع بين الاشتراكيين والثورانيين والقوميين الأتراك والكماليين.
تأسس الحزب عام 1992 باسم حزب العمال. في عام 2015، بعد فترة طويلة من إعادة التنظيم السياسي، غير حزب العمال اسمه إلى «الحزب الوطني» في المؤتمر الاستثنائي. مثل حزب العمل، يرأس الحزب الوطني دوغو برينجك. ومن بين الأعضاء المؤسسين للحزب جنرالات سابقين في الجيش كانوا يتعرضون للاضطهاد خلال محاكمات إيرجينيكون وقضية المطرقة، على الرغم من إسقاط القضيتين.

## وصلات خارجية
- الموقع الرسمي